# Jelizawieta Leonska
Elisabeth Leonskaja, właśc. Jelizawieta Iljiniczna Leonska (ros. Елизавета Ильинична Леонская; ur. 23 listopada 1945 w Tbilisi, Związek Radziecki) – rosyjska pianistka i pedagog fortepianu.

## Życiorys
Przyszła na świat w rosyjskiej rodzinie zamieszkałej w Tbilisi, będącym ówcześnie stolicą Gruzińskiej Socjalistycznej Republiki Radzieckiej (jej matka była z pochodzenia Żydówką). Swój pierwszy koncert Leonska dała w wieku 11 lat, zyskując sobie miano cudownego dziecka. W 1964 r. rozpoczęła studia w Konserwatorium Moskiewskim. W tym czasie została laureatką prestiżowych konkursów pianistycznych: w Bukareszcie (im. George Enescu), Paryżu (Międzynarodowy Konkurs im. Marguerite Long i Jacques’a Thibaud) i Brukseli (Międzynarodowy Konkurs Muzyczny im. Królowej Elżbiety Belgijskiej).
W 1978 roku opuściła Związek Radziecki i osiedliła się w Wiedniu, w którym mieszka do dziś. W swojej karierze wystąpiła w licznych salach koncertowych, współpracując z największymi dyrygentami i najbardziej cenionymi orkiestrami na świecie, m.in. New York Philharmonic, Los Angeles Philharmonic Orchestra, Cleveland Orchestra, London Philharmonic Orchestra, Royal Philharmonic Orchestra, BBC Symphony Orchestra, Tonhalle-Orchester Zürich, orkiestrą Filharmonii Berlińskiej czy orkiestrą lipskiego Gewandhausu. Blisko współpracowała ze Swiatosławem Richterem, który nie tylko czuwał nad prawidłowym przebiegiem jej kariery pianistycznej (m.in. zapraszając ją do gry w duecie), ale również stał się jej bliskim przyjacielem (przyjaźń ta przetrwała do końca życia artysty).
Leonska jest częstym gościem znanych festiwali muzycznych, w tym Festiwalu w Salzburgu. To właśnie debiut na tym festiwalu (w 1979 r.) przyniósł jej światowy rozgłos i uznanie.
W listopadzie 2006 roku zadebiutowała w Carnegie Hall wykonując II Koncert fortepianowy Siergieja Prokofjewa z towarzyszeniem Londyńskiej Orkiestry Symfonicznej.
Dokonała wielu nagrań płytowych dla wytwórni Teldec i MDG.
Oprócz działalności koncertowej uprawia kameralistykę fortepianową oraz zajmuje się działalnością pedagogiczną. Do jej wychowanków zaliczają się m.in. Markus Hinterhäuser (ur. 1958, do 2011 r. dyrektor muzyczny Festiwalu w Salzburgu) i Caspar Frantz (ur. 1980).
W 2005 roku została odznaczona austriackim Krzyżem Honorowym za Naukę i Sztukę.	